# Cuti Romero
Cristian Gabriel Romero (Córdoba, 27 de abril de 1998), más conocido como Cuti Romero o simplemente El Cuti, es un futbolista argentino que juega de defensor y su equipo actual es el Tottenham Hotspur F. C. de la Premier League. Es internacional con la selección de fútbol de Argentina desde el 3 de junio de 2021.

## Trayectoria

### Belgrano
Romero inició su carrera profesional en Belgrano en 2016 apenas cumplidos sus 18 años de edad. Tuvo pasos previos por San Lorenzo y Belgrano de la misma ciudad. Su debut se produjo el 28 de agosto en un partido de liga contra Independiente siendo Esteban González el director técnico. Un mes después, jugó en los dos partidos de octavos de final de la Copa Sudamericana 2016 contra Coritiba. En dos temporadas con el primer equipo, hizo diecinueve apariciones en todas las competiciones.

### Italia
En julio de 2018 se unió al Genoa de la Serie A. Aunque, antes tuvo un breve paso por la Juventus pero, debido a la gran cantidad de defensas que poseía la vecchia signora fue cedido al Genoa, y más tarde al Atalanta Anotó su primer gol en su segundo partido de Génova, en el empate 2-2 con el Udinese el 28 de octubre; donde fue expulsado.
El 12 de julio de 2019 la Juventus anunció su adquisición permanente por 26 millones de euros, quedando cedido en el Genoa por el resto de la temporada.
El 5 de septiembre de 2020 se incorporó al Atalanta cedido hasta el 30 de junio de 2022 con opción a compra. En su primera temporada fue elegido como el mejor defensor de la Serie A, en una campaña donde el equipo finalizó en el tercer puesto clasificando a la Liga de Campeones.Al iniciar la temporada 2021-22 Atalanta adquirió su pase,pero inmediatamente fue traspasado al fútbol inglés.

### Tottenham Hotspur
El 6 de agosto de 2021 fue cedido con opción de compra al Tottenham Hotspury el 15 del mismo mes debutó en la victoria por 1-0 contra Manchester City, por la Premier League 2021-22. Al año siguiente, el club compró la totalidad del pase.
Durante la finalización de la temporada 2024-2025, Cristian disputó la final de la Liga Europa de la UEFA, con esto se rompería la sequía del equipo de 17 años sin títulos obtenidos y 41 años sin títulos internacionales, Cristian fue elegido como MVP de la final contra el Manchester United.

## Selección nacional

### Sub-20
Fue el capitán del equipo que disputó el Campeonato Sudamericano Sub-20 de 2017, torneo en que la selección terminó en la cuarta posición clasificándose al Mundial.

#### Participaciones en Sudamericanos
| Copa                        | Sede    | Resultado     | Partidos | Goles |
| --------------------------- | ------- | ------------- | -------- | ----- |
| Sudamericano Sub-20 de 2017 | Ecuador | Cuarto puesto | 7        | 0     |

### Absoluta
Debutó con la selección argentina el 3 de junio de 2021 en el empate 1-1 frente a Chile, siendo la figura del equipo.
Su primer gol con la selección mayor llegó en su segundo partido, el 8 de junio de 2021 en el partido disputado frente a Colombia por las eliminatorias, en el cual fue nuevamente una de las figuras hasta que fue reemplazado en el segundo tiempo por lesión.
Fue convocado por el entrenador Lionel Scaloni para disputar la Copa América 2021. Disputaría algunos de los primeros partidos de la fase de grupos donde sufriría una lesión en la tercera fecha frente a la selección de fútbol de Paraguay. Estaría inactivo el resto de la competencia hasta el partido de la final contra la selección de fútbol de Brasil, en el cual volvió a formar parte del equipo titular y Argentina ganaría 1-0 con gol de Ángel Di María para volver a ser campeón después de 28 años.
A mediados de 2022, fue titular en la Copa de Campeones Conmebol-UEFA, frente a Italia, donde jugó 85 minutos y logró su segundo título. Disputó como central titular la Copa Mundial de Fútbol de 2022, disputando los siete partidos del torneo, ganando su tercer título con el seleccionado y afianzándose como pieza clave de la defensa argentina junto a Nicolás Otamendi y Lisandro Martínez.
En 2024, fue central titular de la Copa América nuevamente junto a Lisandro Martínez, disputando 5 de los 6 partidos posibles, y también logrando su cuarto título con la selección nacional.

#### Participaciones en la Copa Mundial
| Mundial           | Sede  | Resultado | Partidos | Goles |
| ----------------- | ----- | --------- | -------- | ----- |
| Copa Mundial 2022 | Catar | Campeón   | 7        | 0     |

#### Participaciones en la Copa América
| Torneo            | Sede           | Resultado | Partidos | Goles |
| ----------------- | -------------- | --------- | -------- | ----- |
| Copa América 2021 | Brasil         | Campeón   | 3        | 0     |
| Copa América 2024 | Estados Unidos | Campeón   | 5        | 0     |

#### Participaciones en la Copa de Campeones Conmebol-UEFA
| Torneo                               | Sede    | Resultado | Partidos | Goles |
| ------------------------------------ | ------- | --------- | -------- | ----- |
| Copa de Campeones Conmebol-UEFA 2022 | Londres | Campeón   | 1        | 0     |

## Estadísticas

### Clubes
Actualizado al último partido disputado el 8 de diciembre de 2024.
| Club                               | Div.          | Temporada     | Liga  | Liga  | Copas nacionales | Copas nacionales | Copas internacionales | Copas internacionales | Total | Total |
| Club                               | Div.          | Temporada     | Part. | Goles | Part.            | Goles            | Part.                 | Goles                 | Part. | Goles |
| ---------------------------------- | ------------- | ------------- | ----- | ----- | ---------------- | ---------------- | --------------------- | --------------------- | ----- | ----- |
| C. A. Belgrano Argentina           | 1.ª           | 2016-17       | 13    | 0     | 0                | 0                | 2                     | 0                     | 15    | 0     |
| C. A. Belgrano Argentina           | 1.ª           | 2017-18       | 3     | 0     | 1                | 0                | —                     | —                     | 4     | 0     |
| C. A. Belgrano Argentina           | Total club    | Total club    | 16    | 0     | 1                | 0                | 2                     | 0                     | 19    | 0     |
| Genoa C. F. C. · Italia            | 1.ª           | 2018-19       | 27    | 2     | 0                | 0                | —                     | —                     | 27    | 2     |
| Genoa C. F. C. · Italia            | 1.ª           | 2019-20       | 30    | 1     | 3                | 0                | —                     | —                     | 33    | 1     |
| Genoa C. F. C. · Italia            | Total club    | Total club    | 57    | 3     | 3                | 0                | 0                     | 0                     | 60    | 3     |
| Atalanta B. C. · Italia            | 1.ª           | 2020-21       | 31    | 2     | 4                | 0                | 7                     | 1                     | 42    | 3     |
| Atalanta B. C. · Italia            | Total club    | Total club    | 31    | 2     | 4                | 0                | 7                     | 1                     | 42    | 3     |
| Tottenham Hotspur F. C. Inglaterra | 1.ª           | 2021-22       | 22    | 1     | 4                | 0                | 4                     | 0                     | 30    | 1     |
| Tottenham Hotspur F. C. Inglaterra | 1.ª           | 2022-23       | 28    | 0     | 0                | 0                | 7                     | 0                     | 35    | 0     |
| Tottenham Hotspur F. C. Inglaterra | 1.ª           | 2023-24       | 33    | 5     | 1                | 0                | —                     | —                     | 34    | 5     |
| Tottenham Hotspur F. C. Inglaterra | 1.ª           | 2024-25       | 14    | 1     | 1                | 0                | 2                     | 0                     | 17    | 1     |
| Tottenham Hotspur F. C. Inglaterra | Total club    | Total club    | 97    | 7     | 6                | 0                | 13                    | 0                     | 116   | 7     |
| Total carrera                      | Total carrera | Total carrera | 201   | 12    | 14               | 0                | 22                    | 1                     | 237   | 13    |

## Palmarés

### Campeonatos internacionales
| Título                          | Equipo                  | Sede           | Año  |
| ------------------------------- | ----------------------- | -------------- | ---- |
| Copa América                    | Selección de Argentina  | Brasil         | 2021 |
| Copa de Campeones Conmebol-UEFA | Selección de Argentina  | Londres        | 2022 |
| Copa Mundial de Fútbol          | Selección de Argentina  | Catar          | 2022 |
| Copa América                    | Selección de Argentina  | Estados Unidos | 2024 |
| Liga Europa de la UEFA          | Tottenham Hotspur F. C. | Bilbao         | 2025 |

### Distinciones individuales
| Distinción                                                      | Año              |
| --------------------------------------------------------------- | ---------------- |
| Mejor Defensor de la Serie A                                    | 2020-21          |
| Equipo ideal de la Copa América                                 | 2021, 2024       |
| Equipo ideal de la Copa América según IFFHS                     | 2024             |
| Equipo ideal de la Conmebol según IFFHS                         | 2021, 2022, 2023 |
| Parte de los 100 mejores jugadores del mundo según The Guardian | 2022, 2023, 2024 |
| Mejor jugador de la Final de la Liga Europa de la UEFA          | 2025             |
| Mejor jugador de la Liga Europa de la UEFA                      | 2025             |